# Holger Holgersen
Pour les articles homonymes, voir Holgersen.
Holger Beyer Nordal Holgersen, né le 30 mai 1914 à Stavanger et mort le 23 avril 1996, est un entomologiste, explorateur et ornithologue norvégien. 

## Biographie
Holger Holgersen s'intéresse à la nature dès l'enfance et particulièrement aux oiseaux. Il étudie à l'école Kongsgård de Stavanger et obtient une maîtrise en 1942 en zoologie à l'Université d'Oslo avec une thèse sur les fourmis du Rogaland. 
En 1947-1948, il dirige l'expédition Brategg en Antarctique qui débarque sur l'île Pierre Ier et explore la mer de Bellingshausen. Il voyage aussi à plusieurs reprises en Europe et en Amérique pour étudier l'ornithologie. L'une de ses activités les plus importantes est le baguage des oiseaux à la station de Revtangen .
Il travaille ensuite au Musée zoologique d'Oslo et est lecteur à St. Svithun skole (no). En 1949, il est employé comme chef de département au musée de Stavanger. 
Marié à l'écrivaine Brit Holgersen (no), il est le père du professeur émérite en jurisprudence Gudrun Holgersen (en).
Après sa retraite, en 1981, il se concentre particulièrement sur les cigales. Sa collection se compose de cigales de toute la Norvège, à l'exception du Finnmark. Il travaille sur un aperçu complet des cigales norvégiennes, mais n'a malheureusement pas réussi à le terminer avant sa mort. Peu avant sa mort, il fait don de sa collection (1981-1996) au musée de Stavanger, composée de 25 boîtes, avec des fourmis et des cigales.
Après sa mort, l'Holger Holgersens legat (no) est créé en 1998 en sa mémoire. L'objectif est de soutenir la promotion de l'ornithologie et de l'entomologie.

## Honneurs et distinctions
En 1978, il est nommé Chevalier de 1re classe de l'Ordre royal norvégien de Saint-Olav.